# 伊諸諾耶莫
伊諸諾耶莫（鄒語：Hitsu no emoo），是台灣鄒族神話中的家神，位階為下神，為守護著家族的神祇。

## 職責與形象
伊諸諾耶莫的意思來自於「神（Hitsu）」和「家（emoo）」，是家庭的守護神，保護家族生活平安，不會受到火災、水災或疾病的侵襲，為保境神之一。祂平常住在各個氏族宗家家裡（普通的家屋裡沒有），祭粟倉和獸骨架是祂的象徵物。雖然性別不詳，但有人認為祂與粟女神巴耶苳烏的同神異名、或是巴耶苳烏和獵神伊諸諾耶莫耶基基耶英的合稱。

## 祭典
與伊諸諾耶莫有關的祭典主要為收穫祭。